# Queen II Tour
El Queen II Tour al igual que la anterior serie de conciertos, no existe. Se utiliza la denominación Queen II Tour por coincidir una serie de conciertos realizada por la banda de Rock británica Queen, en los momentos en que la banda tenía en cartelera su disco Queen II. Este fue el primer tour en llevarlos a Estados Unidos donde realizaron una pequeña serie de conciertos. de Aquí Viene el Concierto adicional del álbum Live at the Rainbow '74

## Lista de canciones
- 01. Procession
- 02. Father To Son
- 03. Ogre Battle
- 04. White Queen (As It Began)
- 05. Doin' All Right
- 06. Son And Daughter
- 07. Keep Yourself Alive
- 08. Liar
- 09. Jailhouse Rock
- 10. Shake Rattle and Roll
- 11. Stupid Cupid
- 12. Be Bop A Lula
- 13. Jailhouse Rock (Reprise)
- 14. Big Spender
- 15. Modern Times Rock'n'Roll

### Canciones Rara Vez Interpretadas
- Hangman (Reino Unido)
- Great King Rat (Reino Unido)
- Bama Lama Bama Loo
- See What A Fool I've Been
- The Fairy Feller's Master-Stroke

La lista de reproducción solía variar, esta es una aproximación a la lista de reproducción típica del tour.